# Zoltan Norman
Zoltan Norman (ur. 5 grudnia 1919 w Timișoarze, zm. w 2001) – rumuński piłkarz wodny. Reprezentant kraju na igrzyskach olimpijskich w 1952 w Helsinkach. Na igrzyskach olimpijskich zagrał w obu meczach.